# Вагул, Рудольф Екабович
Рудольф Екабович Вагул (по другим данным — Альфред Карлович; 1884 или 1889, Рига — апрель 1918, Дерекойская волость, Ялтинский уезд) — российский революционер, большевик. Член РСДРП (1903). Участник гражданской войны в России.

## Биография
Родился в Риге (по разным данным в 1884 или 1889 году). Начал трудовую деятельность в 12 лет, работая на рижских заводах. В 1903 году вступил в Российскую социал-демократическую рабочую партию. За пропагандистскую работу среди солдат Даугавгривской крепости был выслан из города в 1906 года. Вернувшись из ссылки, устроился на работу в порт. Там Вагул стал председателем Союза транспортных рабочих. Вновь был арестован в 1912 году за участие в всеобщей забастовке портовых рабочих. За это был приговорён к высылке, после чего работал в Архангельске и в Ростове-на-Дону. По другим данным работал на Русско-Балтийском вагонном заводе и в разгар Первой мировой войны в связи с эвакуацией предприятия был направлен в Ростов-на-Дону, где поступил на работу в  главных железнодорожных мастерских.
Во время Октябрьской революции 1917 года являлся участником митингов и собраний рабочих. Тогда же способствовал созданию отряда Красной гвардии из рабочих железнодорожных мастерских. Отряд принимал участие в сражении против частей донского атамана Алексея Каледина. После провала ростовского восстания бежал, и в декабре 1917 года прибыл в Севастополь с отрядами Владимира Драчука.  Был избран членом Севастопольского военно-революционного комитета. В январе 1918 года в качестве помощника комиссара флотилии и революционного отряда был направлен в Ялту, где занимался «подавлением контрреволюционного мятежа» и борьбой за установление советской власти. Являлся членом Гурзуфского военно-революционного комитета и комиссаром национализированного имения «Артек». В Гурзуфе Вагул поселился в комфортабельных апартаментах бывших гостиниц купца П. И. Губонина и вёл «буржуазный образ жизни» — обеды заказывал из четырёх перемен блюд и обязательно со сладким и коллекционными винами, орал на прислугу за малейшую оплошность.
Убит в апреле 1918 года в горах близ Гурзуфа Дерекойской волости.

## Память
В советское время одна из улиц Железнодорожного района Ростова-на-Дону была названа в честь Рудольфа Вагула, однако по ошибке улица именуется улицей Вагулевского. Именем Рудольфа Вагула в Гурзуфе была названа улица Фонтанная.
В здании библиотеки в комплексе дач-гостиниц П. И. Губонина в Гурзуфе (ныне объект культурного наследия) в 1918 году размещался Гурзуфский ревком, которым руководил И. И. Подвойский, брат революционера Н. И. Подвойского. В состав ревкома входил и Рудольф Вагул. Эти события были обозначены на мемориальных досках, установленных в 1967 году на фасаде здания библиотеки. В начале 1990-х доски демонтировали с фасада здания, они хранятся в помещении библиотеки.

### Комментарии
1. ↑  В конце ноября 1917 года военно-революционный комитета (ВРК) Ростова захватил власть городе, опираясь на помощь отряда матросов, прибывших из Севастополя и вооруженных рабочих. Казаки городского батальона отказались сражаться и бежали в Новочеркасск. Вначале Каледин пытался вести переговоры с ВРК, не желая кровопролития. Переговоры результата не дали и 9 декабря Каледин приказал занять Ростов силой, однако казаки не желали воевать и отказались выполнять приказ. Каледин обратился за помощью к офицерам Алексеевской организации, небольшое количество которых к тому времени находилось в Новочеркасске. Отряд из 400 человек отправился в Ростов и к 15 декабря разгромил превосходящие силы ВРК. Наиболее заметные лидеры большевиков бежали, а рабочие сдали оружие и разошлись по домам. Американский историк Питер Кенез считает эти события началом Гражданской войны[3]